# China Shenhua Energy
China Shenhua Energy Company — крупнейший производитель угля в материковом Китае, крупнейшая угольная компания по объёму добычи, объёму продаж и числу занятых в мире, крупнейший по капитализации производитель угля в мире, вторая в мире публичная компания по запасам угля (6 миллиардов тонн). Занимается добычей и продажей угля, а также производством и продажей электроэнергии в материковом Китае (около 4 % от потребления в стране). В списке крупнейших публичных компаний мира Forbes Global 2000 за 2019 год заняла 152-е место, в том числе 263-е по обороту, 98-е по чистой прибыли, 372-е по активам и 192-е по рыночной капитализации; из китайских компаний в этом списке заняла 29-е место.

## История
Компания Shenhua Group была основана в 1995 году. В ноябре 2004 года ею была основана дочерняя компания China Shenhua Energy Company. В июне 2005 года её акции были размещены на Гонконгской фондовой бирже, а в октябре 2007 года компания провела первичное публичное предложение акций на Шанхайской фондовой бирже. Объём предложения акций составил 8,9 млрд долларов США. C началом торгов акции компании на Шанхайской фондовой бирже подорожали на 90,3 %, с 36,99 до 70,40 юаня. Цена одной акции на момент окончания торгов на бирже составила 69,3 юаня (рост на 87 %).
По итогам 2021 года чистая прибыль компании увеличится на 28 % в годовом исчислении и достигла 50,3 млрд юаней (7,9 млрд долл. США).

## Собственники и руководство
Основным акционером является China Energy Investment Corporation (Энергетическая инвестиционная корпорация Китая), ей принадлежит 73,06 % акций. Эта корпорация является крупнейшей энергетической компанией в мире, она была образована в 2017 году в результате слияния Shenhua Group, крупнейшей угледобывающей группы страны, и China Guodian Corporation, одного из крупнейших производителей электроэнергии в КНР.
Президентом и исполнительным директором компании является Чжан Цзимин. Председатель совета директоров — Ван Сянси.

## Деятельность
На 2018 год объём продаж угля составил 460,9 млн тонн (из них 300,7 млн тонн добыто компанией, остальной купленный), запасы угля на конец года составляли около 15 млрд тонн по стандартам оценки КНР (8,26 млрд по австралийским стандартам). Кроме этого компании принадлежит ряд тепловых электростанций общей мощностью 61,85 ГВт (3,7 % от всех электростанций КНР), в 2018 году было произведено 267,59 млрд кВт-часов электроэнергии (4,5 %); на 2018 год работало 28 электростанций на угле (одна из них в Индонезии, остальные в КНР) и 4 на природном газе. 
Компании принадлежит значительная инфраструктура по транспортировке угля — железные дороги общей протяжённостью 2155 км и грузооборотом 284 млрд т-км, портовые терминалы с общим грузооборотом 270 млн тонн в год, а также собственный флот. China Shenhua Energy осуществляет переработку угля в олефины (полиэтилен и полипропилен), производительность 600 тысяч тонн в год.
Основные шахты компании расположены в автономном районе Внутренняя Монголия (уровень добычи 196,9 млн т), а также в провинциях Шэньси (95,7 млн т) и Шаньси (4 млн т):
- Шэньдун (Shendong Mines) — 195,8 млн т
- Чжунгэр (Zhunge’er Mines) — 52,3 млн т
- Шэнли (Shengli Mines) — 18,7 млн т
- Баожисиле (Baorixile Mines) — 29,2 млн т
- Баотоу (Baotou Mines) — 0,6 млн т

Продажи угля в основном приходятся на северные (38 %) и восточные (27 %) провинции КНР. 82 % угля потребляет энергетика, 12,1 % — химическая промышленность, 5,3 % — металлургия.
|                     | 2002  | 2003  | 2004  | 2005  | 2006  | 2007  | 2008  | 2009  | 2010  | 2011  | 2012  | 2013  | 2014  | 2015  | 2016  | 2017  | 2018  |
| ------------------- | ----- | ----- | ----- | ----- | ----- | ----- | ----- | ----- | ----- | ----- | ----- | ----- | ----- | ----- | ----- | ----- | ----- |
| Оборот              | 21,43 | 27,00 | 39,27 | 52,24 | 65,19 | 82,11 | 107,1 | 126,7 | 158,6 | 213,8 | 254,6 | 283,8 | 253,1 | 177,1 | 183,1 | 248,7 | 264,1 |
| Чистая прибыль      | 2,007 | 3,597 | 10,57 | 18,01 | 20,52 | 24,04 | 29,90 | 37,11 | 44,62 | 53,80 | 57,90 | 55,22 | 49,06 | 24,96 | 31,97 | 57,14 | 54,16 |
| Активы              | 91,43 | 94,33 | 110,4 | 139,3 | 172,0 | 238,5 | 275,5 | 341,5 | 377,4 | 422,2 | 472,1 | 513,3 | 550,9 | 559,8 | 576,7 | 571,6 | 591,6 |
| Собственный капитал | 24,91 | 28,09 | 38,48 | 72,49 | 89,23 | 149,8 | 171,7 | 207,3 | 240,3 | 273,9 | 313,2 | 334,6 | 365,6 | 363,9 | 385,0 | 379,1 | 408,8 |